# Флаг Шумского сельского поселения
Флаг муниципального образования «Шумское сельское поселение» Кировского муниципального района Ленинградской области Российской Федерации.
Утверждён 15 марта 2007 года и внесён в Государственный геральдический регистр Российской Федерации с присвоением регистрационного номера 3272.

## Описание флага
Представляет собой прямоугольное полотнище с отношением ширины флага к длине — 2:3, воспроизводящее композицию герба в жёлтом, синем, красном и зелёном цветах.
Геральдическое описание герба гласит: «В золотом поле два боковика: правый рассечённый червлёный (красный) и лазоревый (синий, голубой), в лазури трижды просечённый золотом; левый — зелёный, справа ельчатый, обременённый сидящим обращённым и обернувшимся золотым соловьём».

## Обоснование символики
Составлен на основании герба, в соответствии с традициями и геральдическими правилами и отражает исторические, культурные, общественные, национальные и другие местные традиции.
Три узких жёлтых полосы — символ малых рек, протекающих по территории сельского поселения — Сарьи, Тящевки, Ругало. Значительную часть территории муниципального образования занимают болота (синий цвет на флаге).
Соловей символизирует красоту и неповторимость местной природы. По одной из версий, название села Шум, согласно древне-русскому топографическому словарю, означает лес (зелёный цвет флага). Это и природа, её возрождение каждую весну. У Н. А. Некрасова «Идёт гудёт зелёный шум…». Также одновременно символизирует и песенное искусство. Широко известный в области Шумский народный хор (создан в 1938 году) неоднократно занимал почётные места на областных и республиканских смотрах народного творчества.
Зелёный цвет символизирует возрождение природы каждую весну, надежду, здоровье, свободу, радость, лесные и сельскохозяйственные угодья, цвет красоты природы.
Жёлтый цвет (золото) символизирует могущество, силу, постоянство, уважение, великолепие, справедливость, добродетель, верность. Цвет золотых полей сельскохозяйственных угодий, божественного сияния, благодати, постоянства, прочности, солнечного света и урожая.
Красный цвет символизирует военное прошлое края. Согласно легенде, название села Шум появилось в дни празднования победы армии Петра I над шведами. Кроме того, красный цвет символизирует жизнеутверждающую силу труда, мужество и самоотверженность.